# Landtags- und Gemeinderatswahl in Wien 1978
- SPÖ: 62
- ÖVP: 35
- FPÖ: 3

Die Landtags- und Gemeinderatswahl in Wien 1978 wurde am 8. Oktober 1978 durchgeführt. Die Sozialistische Partei Österreichs (SPÖ) verlor bei der Wahl, nachdem sie 1973 ihr bestes Ergebnis bei einer Landtagswahl erzielt hatte, 2,9 %-Pkte, konnte jedoch ihre Spitzenposition und ihre absolute Stimmen- und Mandatsmehrheit mit 57,2 % klar halten. Nach dem Verlust von vier Mandaten erreichte die SPÖ 62 der 100 zu vergebenden Mandate. Von den Verlusten der SPÖ profitierte die Österreichische Volkspartei (ÖVP), die ihren Stimmenanteil um 4,5 %-Pkte steigern konnte und mit 33,8 % ihr bestes Ergebnis seit 1949 erzielte. Die ÖVP gewann zudem 4 Mandate und stellte in der Folge 35 Landtagsabgeordnete. Die Freiheitliche Partei Österreichs (FPÖ) büßte 1,2 %-Pkte ein. Mit einem Stimmenanteil von 6,5 % konnte sie jedoch ihre bisherigen drei Mandate halten. Die Kommunistische Partei Österreichs (KPÖ) scheiterte mit 1,7 % am Einzug in den Landtag, den auch die Wahlgemeinschaft für Bürgerinitiativen und Umweltschutz (WBU) mit 0,7 %, der Kommunistische Bund (KB) mit 0,03 % und die Nationaldemokratische Partei (NDP) mit 0,02 % klar verfehlten. Der KB war jedoch nur im Wahlkreis Zentrum, die NDP nur im Wahlkreis Innen West angetreten.
Der Wiener Landtag und Gemeinderat der 12. Wahlperiode konstituierte sich in der Folge am 13. November 1978, die erste Sitzung des Gemeinderats fand am selben Tag statt. Der Landtag wählte nach der Angelobung die Landesregierung Gratz III.

## Ergebnisse
|                                                               | Ergebnisse 1978  | Ergebnisse 1978  | Ergebnisse 1978  | Ergebnisse 1973  | Ergebnisse 1973  | Ergebnisse 1973  | Differenzen   | Differenzen   | Differenzen   |
| ------------------------------------------------------------- | ---------------- | ---------------- | ---------------- | ---------------- | ---------------- | ---------------- | ------------- | ------------- | ------------- |
| Wahlberechtigte                                               | 1.173.454        | 1.173.454        | 1.173.454        | 1.217.341        | 1.217.341        | 1.217.341        | - 43.887      | - 43.887      | - 43.887      |
| Wahlbeteiligung                                               | 72,19 %          | 72,19 %          | 72,19 %          | 78,81 %          | 78,81 %          | 78,81 %          | − 6,62 %-Pkte | − 6,62 %-Pkte | − 6,62 %-Pkte |
|                                                               | Stimmen          | %                | Mand.            | Stimmen          | %                | Mand.            | Stimmen       | %-Pkte        | Mand.         |
| Abgegebene Stimmen                                            | 847.125          |                  |                  | 959.436          |                  |                  | − 112.311     |               |               |
| Ungültig                                                      | 11.445           | 1,35 %           |                  | 10.001           | 1,04 %           |                  | + 1.444       | + 0,31        |               |
| Gültig                                                        | 835.680          | 98,65 %          |                  | 949.435          | 98,96 %          |                  | − 113.755     | − 0,31        |               |
| Partei                                                        |                  |                  |                  |                  |                  |                  |               |               |               |
| Sozialistische Partei Österreichs (SPÖ)                       | 478.017          | 57,20 %          | 62               | 570.960          | 60,14 %          | 66               | − 92.943      | − 2,94        | − 4           |
| Österreichische Volkspartei (ÖVP)                             | 282.231          | 33,77 %          | 35               | 278.288          | 29,31 %          | 31               | + 3.943       | + 4,46        | + 4           |
| Freiheitliche Partei Österreichs (FPÖ)                        | 54.225           | 6,49 %           | 3                | 72.921           | 7,68 %           | 3                | − 18.696      | − 1,19        | ± 0           |
| Kommunistische Partei Österreichs (KPÖ)                       | 14.767           | 1,77 %           | 0                | 22.093           | 2,33 %           | 0                | − 7.326       | − 0,56        | ± 0           |
| Wahlgemeinschaft für Bürgerinitiativen und Umweltschutz (WBU) | 6.086            | 0,73 %           | 0                | nicht kandidiert | nicht kandidiert | nicht kandidiert | + 6.086       | + 0,73        | ± 0           |
| Kommunistischer Bund (KB)                                     | 221              | 0,03 %           | 0                | nicht kandidiert | nicht kandidiert | nicht kandidiert | + 221         | + 0,03        | ± 0           |
| Nationaldemokratische Partei (NDP)                            | 133              | 0,02 %           | 0                | nicht kandidiert | nicht kandidiert | nicht kandidiert | + 133         | + 0,02        | ± 0           |
| Demokratische Fortschrittliche Partei (DFP)                   | nicht kandidiert | nicht kandidiert | nicht kandidiert | 3.206            | 0,34 %           | 0                | − 3.206       | − 0,34        | ± 0           |
| Europäische Föderalistische Partei (EFP)                      | nicht kandidiert | nicht kandidiert | nicht kandidiert | 1.967            | 0,21 %           | 0                | − 1.967       | − 0,21        | ± 0           |
| Gesamt                                                        | 835.680          | 100,00 %         | 100              | 949.435          | 100,00 %         | 100              | − 113.755     |               |               |